# Arquidiocese de Mount Hagen
A Arquidiocese de Mount Hagen (Archidiœcesis Montis Hagensis) é uma circunscrição eclesiástica da Igreja Católica situada em Mount Hagen, Papua-Nova Guiné. Seu atual arcebispo é Clement Papa. Sua Sé é a Catedral da Santíssima Trindade de Mount Hagen.
Possui 25 paróquias servidas por 39 padres, contando com 689 350 habitantes, com 29,7% da população jurisdicionada batizada (204 720 batizados).

## História
O vicariato apostólico de Mount Hagen foi erigido em 18 de junho de 1959 pela bula Prophetica vox do Papa João XXIII.
Em 15 de novembro de 1966, o vicariato apostólico foi elevado à diocese com a bula Laeta incrementa do Papa Paulo VI. Originalmente era sufragânea da Arquidiocese de Madang.
Por força da bula Qui Divino Consilio de 18 de março de 1982, emitida pelo Papa João Paulo II, cedeu parte do seu território em vantagem da ereção da  Diocese de Wabag e é elevada à categoria de arquidiocese metropolitana.
Recebeu a visita apostólica de João Paulo II em maio de 1984.

## Prelados
|                        | Nome                            | Período    | Notas                   |
| Arcebispos             | Arcebispos                      | Arcebispos | Arcebispos              |
| ---------------------- | ------------------------------- | ---------- | ----------------------- |
| 4º                     | Clement Papa                    | 2025-      | Atual                   |
| 3º                     | Douglas William Young, S.V.D.   | 2006-2025  | Arcebispo emérito       |
| 2º                     | Michael Meier, S.V.D.           | 1987-2006  |                         |
| 1º                     | George Elmer Bernarding, S.V.D. | 1982-1987  |                         |
| Arcebispos coadjutores |                                 |            |                         |
|                        | Clement Papa                    | 2024-2025  |                         |
|                        | Michael Meier, S.V.D.           | 1984-1987  |                         |
| Bispos                 |                                 |            |                         |
| 1º                     | George Elmer Bernarding, S.V.D. | 1966-1982  | Elevado à Arcebispo     |
| Bispo auxiliar         |                                 |            |                         |
|                        | Douglas William Young, S.V.D.   | 2000-2006  | Elevado à Arcebispo     |
| Vigário apostólico     |                                 |            |                         |
| 1º                     | George Elmer Bernarding, S.V.D. | 1959-1966  | Nomeado Bispo diocesano |